# Malmö FF 2014
Säsongen 2014 var Malmö FF:s 105:e säsong, deras 79:e i Allsvenskan och deras 14:e raka säsong i ligan. 

De tävlade i Allsvenskan, Svenska cupen och Champions League.

## Sammanfattning

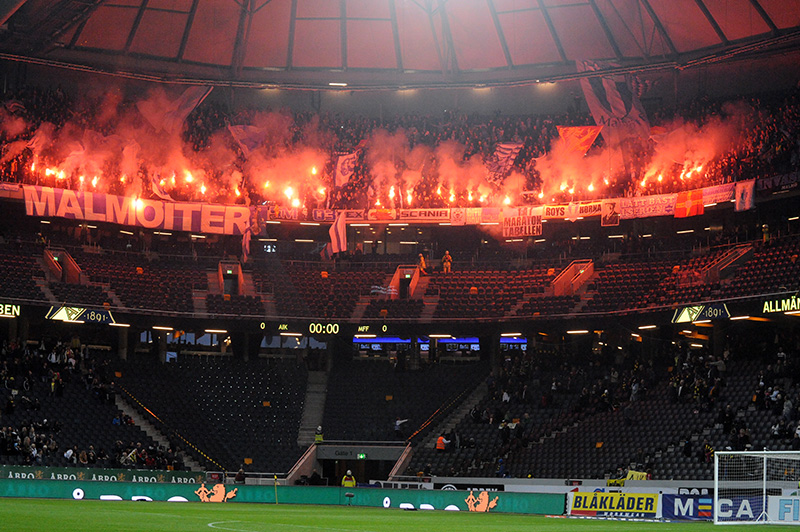
Malmö FF fans på Friends Arena på bortamatchen mot AIK den 5 oktober 2014, då Malmö FF bärgade SM-guldet.

### Allsvenskan
Ligasäsongen började den 30 mars 2014, och är planerad att avslutas den 2 november 2014, det officiella matchprogrammet släpptes den 20 december 2013.
Säsongen innehöll ett speluppehåll på grund av fotbolls-VM, som hölls mellan den 12 juni och 13 juli.
Malmö FF inledde allsvenskan genom att man hemmabesegrade de allsvenska debutanterna Falkenbergs FF i premiären med 3–0. 
 Man slog även sina största meritrivaler, IFK Göteborg i bortapremiären med 3–0. 
 Malmö började starkt med fyra raka vinster, utan att släppa in ett enda mål i de tre första matcherna, vilket man däremot gjorde i den fjärde matchen. Som ett resultat av detta tog Malmö ledningen i tabellen från omgång 1. Klubbens första poängtapp kom i den femte omgången, en match som slutade 2–2 hemma mot Djurgårdens IF, en klubb man hade förlorat mot i bägge omgångar förra året. Efter poängtappet studsade man tillbaka med en seger på bortaplan mot IFK Norrköping. Klubben förlorade sin första ligamatch hemma mot BK Häcken (1–2), i den sjunde omgången. Efter förlusten vann man tre raka matcher, denna rad av matcher bestod av Skånederbyt borta mot Helsingborgs IF, hemmamatchen mot Halmstads BK och bortamatchen mot Mjällby AIF, en klubb som Malmö aldrig tidigare hade besegrat på Strandvallen.
I den elfte omgången mötte man försäsongsfavoriten AIK på hemmaplan, matchen slutade 2–2 efter att Malmö hämtat upp ett 0–2-underläge.
Den sista matchen innan uppehållet var borta mot IF Elfsborg på Borås Arena, den 1 juni, den plats där Malmö FF säkrade förra säsongens ligatitel. Malmö FF vann matchen med 1–0 och skapade sig en sexpoängs marginal ner till Elfsborg och Kalmar FF som var placerad tvåa respektive trea.
Malmö FF säkrade sin 21:a serieseger och sitt 18:e SM-guld redan tre omgångar före slutet, då man söndagen den 5 oktober bortabesegrade AIK på Friends Arena med 3–2. Malmös mål gjordes av Isaac Kiese Thelin, Magnus Eriksson och Markus Rosenberg.

### Svenska Cupen
Malmö FF kvalificerade sig för gruppspelet i Svenska cupen 2013/2014 under  2013 års säsong, genom att besegra Sävedalens IF med 6–0 på bortaplan.
Grupperna lottades den 13 november 2013, Malmö FF lottades mot tre klubbar från Superettan 2013. Fjärdeplacerade Degerfors IF, femteplacerade Hammarby IF och sjätteplacerade Ängelholms FF.
Gruppspelet spelades mellan den 1 och 15 mars 2014, innan starten av ligan drog igång.
Den första matchen spelades den 1 mars hemma på Malmö IP mot Degerfors IF. Malmö vann matchen med 7–1 efter hattrick av Simon Kroon. Den andra matchen var borta mot Ängelholms FF, men spelades i Malmö, på Malmö IP eftersom Ängelholms hemmaplan, Änglavallen inte var godkänd för spel. Den tredje och sista gruppspelsmatchen var hemma mot Hammarby IF, den 15 mars på Malmö Stadion. Matchen vanns av Malmö FF med 3–2, detta var första mötet lagen emellan sedan Hammarbys nedflyttning efter allsvenska säsongen 2009. Med en publik på 8276 satte Malmö FF ett nytt publikrekord för en match i svenska cupens gruppspel.

Malmö stadion|Malmö Stadion

### Svenska Supercupen
Malmö FF är kvalificerade för 2014 års upplaga av Svenska Supercupen efter att ha vunnit Allsvenskan 2014. Matchen spelades på Gamla Malmö Stadion den 9 november 2014, motståndare var Svenska Cupen 2013/2014-vinnarna, IF Elfsborg. Detta var andra gången i rad och tredje gången totalt som klubben tävlade i Svenska Supercupen.
Malm FF vann sin andra Supercupmästare-titel efter att ha vunnit med 5–4 på straffar, efter att ha slutat 2–2 efter förlängning. Isaac Kiese Thelin gjorde Malmö FF:s första mål i den 89:e minuten av ordinarie tid och utjämnade till 1–1 efter att Elfsborg tagit ledningen med 1–0 i den 21:a minuten. Undra andra förlängningskvarten gjorde Emil Forsberg 2–1 till Malmö FF innan Elfsborg kunde utjämna till 2–2 efter att ha vunnit omdiskuterad en straff i den 120:e minuter. I straffläggningen gjorde Malmö FF mål i fem av sex straffar med Elfsborg gjorde fyra. Erdal Rakip satte sin straff och avgjorde därmed matchen, tack vare att Zlatan Azinović räddat Elfsborg:s straff precis innan.

### Champions League

#### Kvalet
Malmö FF kvalificerade sig för Champions League 2014/2015 efter en förtjänad förstaplats i Allsvenskan 2013. 
Klubben gick in i den andra kvalomgången. Lottningen hölls den 23 juni, Malmö FF var oseedade i lottningen. Malmö lottades mot 2013 års lettiska mästare, FK Ventspils. Detta var andra gången som man ställdes mot ett lag från Lettland i en europeisk tävling, första gången sedan 1996. Första mötet spelades hemma, den 16 juli och slutade oavgjort med resultatet 0–0. Returmötet som spelades i Lettland, på Ventspils Olimpiskais Stadion slutade 1–0 till Malmö FF efter att Isaac Kiese Thelin gjort matchens (omgångens) enda mål. Man gick alltså vidare till tredje kvalomgången efter sammanlagt 1–0.
Malmö FF ställdes mot tjeckiska Sparta Prag i den tredje kvalomgången, klubben var oseedade i lottningen den 18 juli. Den första matchen spelades på Gernerali Arena i Prag, den 29 juli och slutade i en 4–2 förlust för Malmö FF efter att de lett med 2–1 i halvtid.
Den andra matchen spelades den 6 augusti på Nya Malmö Stadion, i Malmö. Malmö FF satte press på Sparta Prag redan från start, efter 35 minuters spel kunde Markus Rosenberg sätta 1–0, Erik Johansson slog bollen, som Isaac Kiese Thelin skarvade snyggt innan Rosenberg satte bollen i nät. Sparta Prag:s farligast målchans kom efter en hörna, bollen tog i undersidan av ribban, studsade ner på gräset och upp på stolpen innan Robin Olsen plockade till sig bollen.
I andra halvlek fortsatte Malmö pressa och tio minuter in i halvleken skulle det ge utdelning. Malmö:s lagkapten, Markus Rosenberg satte 2–0 på frispark  efter att Isaac Kiese Thelin blivit fasthållen. Malmö höll undan resten av matchen och kvalomgången slutade total 4–4, man gick vidare på fler gjorda bortamål.
I den sista Playoff-matchen lottades MFF mot FC Salzburg från Österrike som betraktade MFF som en drömlottning, medan man i Malmö ansåg att man hade fått den allra svåraste motståndaren bland de lag som man hade kunnat lottas mot. I det första mötet på bortaplan sattes MFF under hård press från det långt kapitalstarkare och Red Bull-ägda Österrikiska laget, som snart tog ledningen med 2–0, med bud på mer i form av såväl ribb- som stolpträffar. Men i slutminuten uppstod ett missförstånd mellan Salzburgs målvakt Gulacsi och mittbacken Ramalho som gick på samma boll och slog ihop, varpå Emil Forsberg enkelt kunde rulla in ett mycket viktigt reduceringsmål. Inför returmatchen på Nya Malmö Stadion hade rutinerade vänsterbacken Ricardinho skadat sig och ersattes av den unge Pa Konate. Åge Hareide ändrade också lagets taktiska disposition genom att flytta ner Markus Halsti som en tredje mittback. Taktiken fungerade, och redan i den 11:e minuten slog Markus Rosenberg in 1–0 på straff efter att Magnus Eriksson blivit fälld. Redan ett par minuter senare kunde Magnus Eriksson själv sätta 2–0 med ett lobbskott på volley från omkring 22 meters avstånd. Salzburg försökte sedan pressa fram ett mål som kunde leda till förlängning av matchen men med bara några minuter kvar av matchen gjorde Markus Rosenberg 3–0 efter förarbete av Simon Kroon. När slutsignalen gick stod det därmed klart att Malmö FF var klara för Champions League som första svenska herrlag på 14 år.

#### Gruppspelet
Lottningen för gruppspelet hölls den 28 augusti 2014 i Monaco, Frankrike. Malmö FF fanns i "pott 4", som bestod av de lägst rankade lagen.
Klubben drogs mot 2014 års Champions League-finalister och spanska mästarna Atlético Madrid, italienska mästarna Juventus samt de grekiska mästarna Olympiakos.
Malmö spelades sin första Champions League-gruppspelsmatch mot Juventus i Turin, på Juventus Stadium, en match som den italienska klubben vann med 2–0. Malmö FF lyckades hålla nollan drygt en timme innan Carlos Tévez satte 1–0 bakom Robin Olsen i Malmömålet. Tévez skulle även sätta slutresultatet på en frispark i den 90:e matchminuten.
I den första hemmamatchen i gruppspelet tog Malmö FF en överraskande seger mot Olympiakos med 2–0. Båda målen gjordes av Markus Rosenberg, det första efter en tilltrasslad situation i grekernas straffområde där Rosenberg snodde åt sig bollen och rullade den i tomt mål. Det andra målet slog Rosenberg upp i krysset efter förarbete av Paweł Cibicki.
I nästa bortamöte ställdes MFF mot Atlético Madrid, regerande spanska ligamästare och dessutom fjolårsfinalist i Champions League. Malmö FF lyckades med visst besvär stå emot anstormningen och hålla 0–0 i halvtid, men några minuter in i andra halvlek började målen trilla in bakom Robin Olsen och slutresultatet blev till sist hela 5–0, Malmö FF:s största förlust på flera år.
I returen på Nya Malmö Stadion hade MFF betydligt större bollinnehav, och lyckades emellanåt sätta världslaget Atlético Madrid under press, men de senare tog ändå ledningen med 1–0 genom Jorge Resurrección i den 30:e minuten. Malmö FF fortsatte dock att hålla spelet väl uppe in i den andra halvleken, och hade bland annat en stolpträff och flera situationer som kunde lett till straff men där domaren valde att inte blåsa. I den 78:e matchminuten, mitt i all MFF-press, avgjorde Raúl García matchen genom att sätta 2–0, MFF:s första hemmaförlust i Europaspel på många år.
Hemmamötet mot Juventus blev ännu en relativt jämn historia där italienarna, efter en mållös första halvlek, tog ledningen i den 49:e minuten genom Fernando Llorente. MFF låg sedan på för en kvittering, men i slutminuterna av matchen gjorde Carlos Tévez 0–2 efter en omdiskuterad situation som slutade i vilda protester från flera Malmöspelare och där både Robin Olsen och Markus Rosenberg fick gult kort medan Erik Johansson tilldelades rött kort och blev utvisad.
Den sista gruppspelsmatchen för Malmö FF:s del spelades mot Olympiakos i Pireus utanför Aten. MFF kvitterade det grekiska lagets ledning två gånger om, men Olympiakos vann till slut med 4–2. MFF:s mål gjordes av Simon Kroon och Markus Rosenberg.

## Klubb

### Matchställ
| Utespelare | Målvakter |  |

### Personal

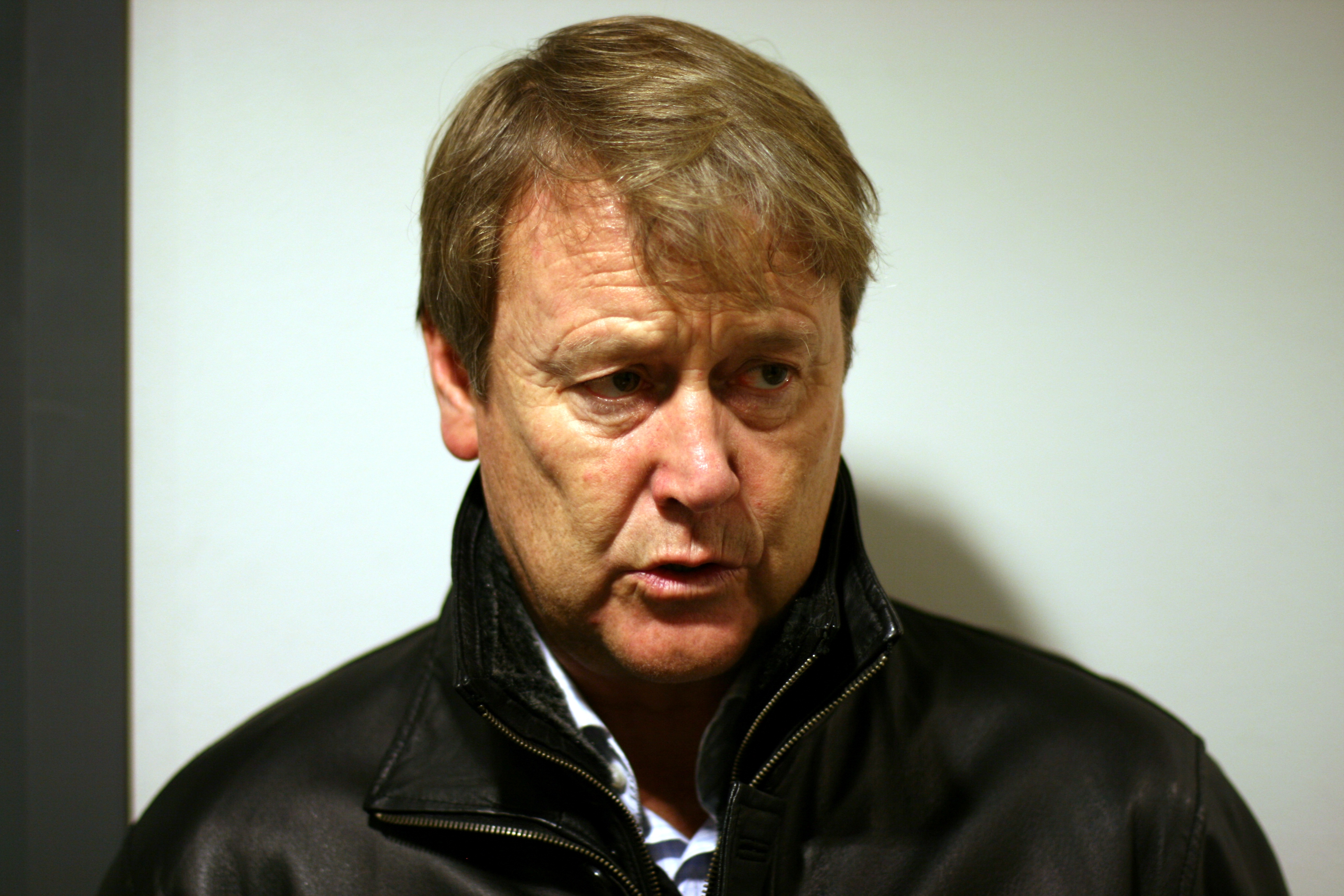
Säsongen 2014 blir Åge Hareides första säsong med Malmö FF.

| Namn               | Roll                   |
| ------------------ | ---------------------- |
| Åge Hareide        | Huvudtränare           |
| Olof Persson       | Assisterande tränare   |
| Ben Rosen          | Fitness-tränare        |
| Jonnie Fedel       | Målvaktstränare        |
| Wilner Registre    | Sjukgymnast            |
| Pär Herbertsson    | Klubbläkare            |
| Greger Andrijevski | Klubbmassör            |
| Sverker Fryklund   | Mental-tränare         |
| Kenneth Folkesson  | Materialförvaltare     |
| Yksel Osmanovski   | U21 tränare            |
| Mats Engqvist      | Huvutränare juniorlag  |
| Staffan Tapper     | Ungdomstalangs-tränare |
| Vito Stavljanin    | Head scout             |

### Övrig info

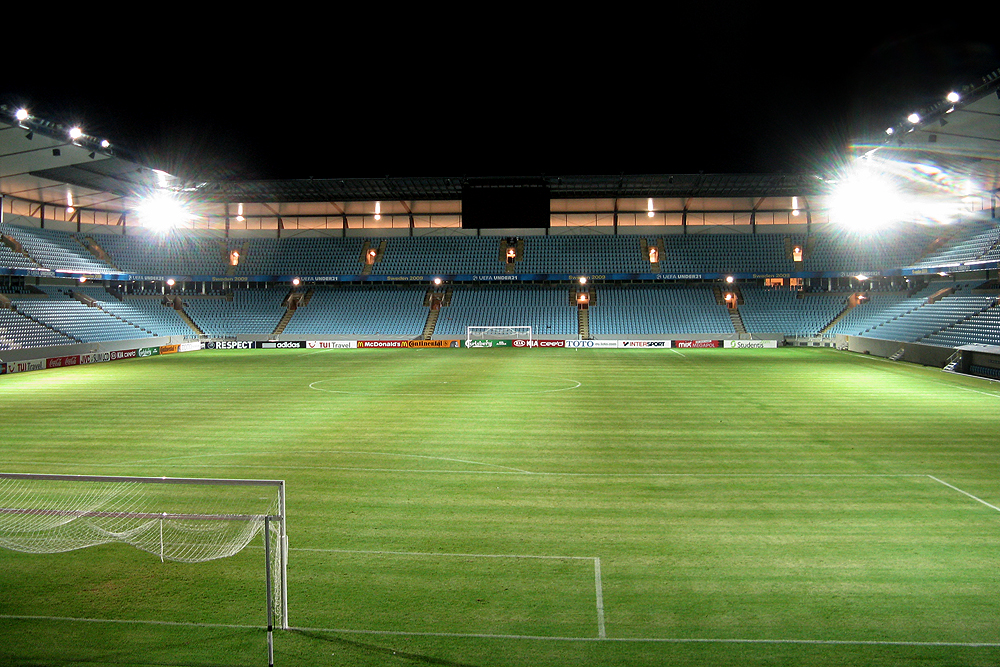
Nya Malmö Stadion är den tredje största stadion i Allsvenskan.

| Ordförande                   | Håkan Jeppsson                      |
| Verkställande direktör       | Niclas Carlnén                      |
| Sportchef                    | Daniel Andersson                    |
| Stadion (Kapacitet och mått) | Nya Malmö Stadion (24 000/105x70m)  |
| Stadion (Kapacitet och mått) | Malmö Stadion (26 500/100x65m) (SC) |
| Stadion (Kapacitet och mått) | Malmö IP (7 600/105x67) (SC)        |

## Tävlingar
Alla matchtider är enligt svensk tid. Spelas en match i en annan tidszon skrivs detta lands matchtid och eventuellt datum, om tidsskillnaden är så pass stor, inom parentes (t.ex. träningsmatcher i USA).

### Sammanställning
| Tävling            | Startar            | Nuvarande position | Slutgiltig ställning | Första matchen  | Sista matchen   |
| ------------------ | ------------------ | ------------------ | -------------------- | --------------- | --------------- |
| Allsvenskan        | N/A                | Vinnare            | Vinnare              | 30 mars 2014    | 1 november 2014 |
| Svenska Cupen      | Omgång 2           | Semifinal          | Semifinal            | 21 augusti 2013 | 1 maj 2014      |
| Svenska Supercupen | Final              | Vinnare            | Vinnare              | 9 november 2014 | 9 november 2014 |
| Champions League   | Andra kvalomgången | Gruppspel          | Gruppspel            | 16 juli 2014    | 9 december 2014 |

### Allsvenskan

#### Ligatabell
| Nr | Lag                | S  | V  | O  | F  | GM | IM | MS  | P  |
| -- | ------------------ | -- | -- | -- | -- | -- | -- | --- | -- |
| 1  | Malmö FF (RM)      | 30 | 18 | 8  | 4  | 59 | 31 | +28 | 62 |
| 2  | IFK Göteborg       | 30 | 15 | 11 | 4  | 58 | 34 | +24 | 56 |
| 3  | AIK                | 30 | 15 | 7  | 8  | 59 | 42 | +17 | 52 |
| 4  | IF Elfsborg        | 30 | 15 | 7  | 8  | 40 | 31 | +9  | 52 |
| 5  | BK Häcken          | 30 | 13 | 7  | 10 | 58 | 45 | +13 | 46 |
| 6  | Örebro SK (U)      | 30 | 13 | 7  | 10 | 54 | 44 | +10 | 46 |
| 7  | Djurgårdens IF     | 30 | 11 | 10 | 9  | 47 | 33 | +14 | 43 |
| 8  | Åtvidabergs FF     | 30 | 12 | 7  | 11 | 39 | 46 | −7  | 43 |
| 9  | Helsingborgs IF    | 30 | 10 | 9  | 11 | 41 | 44 | −3  | 39 |
| 10 | Halmstads BK       | 30 | 11 | 6  | 13 | 44 | 50 | −6  | 39 |
| 11 | Kalmar FF          | 30 | 10 | 9  | 11 | 36 | 45 | −9  | 39 |
| 12 | IFK Norrköping     | 30 | 9  | 9  | 12 | 39 | 50 | −11 | 36 |
| 13 | Falkenbergs FF (U) | 30 | 9  | 6  | 15 | 37 | 49 | −12 | 33 |
| 14 | Gefle IF           | 30 | 8  | 8  | 14 | 34 | 42 | −8  | 32 |
| 15 | Mjällby AIF        | 30 | 8  | 5  | 17 | 29 | 47 | −18 | 29 |
| 16 | IF Brommapojkarna  | 30 | 2  | 6  | 22 | 28 | 69 | −41 | 12 |

#### Resultat efter omgång
| Omgång    | 1 | 2 | 3 | 4 | 5 | 6 | 7 | 8 | 9 | 10 | 11 | 12 | 13 | 14 | 15 | 16 | 17 | 18 | 19 | 20 | 21 | 22 | 23 | 24 | 25 | 26 | 27 | 28 | 29 | 30 |
| --------- | - | - | - | - | - | - | - | - | - | -- | -- | -- | -- | -- | -- | -- | -- | -- | -- | -- | -- | -- | -- | -- | -- | -- | -- | -- | -- | -- |
| Spelplats | H | B | H | B | H | B | H | B | H | B  | H  | B  | B  | H  | B  | H  | B  | H  | H  | B  | H  | B  | B  | H  | B  | H  | B  | H  | H  | B  |
| Resultat  | V | V | V | V | O | V | F | V | V | V  | O  | V  | O  | V  | O  | V  | V  | O  | V  | O  | V  | F  | O  | O  | V  | V  | V  | F  | V  | F  |
| Position  | 1 | 1 | 1 | 1 | 1 | 1 | 1 | 1 | 1 | 1  | 1  | 1  | 1  | 1  | 1  | 1  | 1  | 1  | 1  | 1  | 1  | 1  | 1  | 1  | 1  | 1  | 1  | 1  | 1  | 1  |

#### Matcher
| 1 30 mars 2014 | Malmö FF                         | 3 – 0   | Falkenbergs FF | Malmö                                                                        |  |  |
| 17:30          | Eriksson 74′ Thern 85′ Thern 90′ | Rapport |                | Arena: Nya Malmö Stadion Publik: 19 383 Domare: Markus Strömbergsson (Gävle) |  |  |
|                |                                  |         |                |                                                                              |  |  |

| 2 7 april 2014 | IFK Göteborg | 0 – 3   | Malmö FF                           | Göteborg                                                            |  |  |
| 19:00          |              | Rapport | 7′ Molins 28′ Molins 82′ Rosenberg | Arena: Gamla Ullevi Publik: 17 073 Domare: Michael Lerjéus (Skövde) |  |  |
|                |              |         |                                    |                                                                     |  |  |

| 3 12 april 2014 | Malmö FF      | 1 – 0   | Gefle IF | Malmö                                                                    |  |  |
| 16:00           | Rosenberg 63′ | Rapport |          | Arena: Nya Malmö Stadion Publik: 11 338 Domare: Martin Hansson (Holmsjö) |  |  |
|                 |               |         |          |                                                                          |  |  |

| 4 16 april 2014 | Örebro SK       | 1 – 2   | Malmö FF               | Örebro                                                        |  |  |
| 19:00           | Ahmed Yasin 76′ | Rapport | 33′ Molins 63′ Jansson | Arena: Behrn Arena Publik: 8125 Domare: Andreas Ekberg (Lund) |  |  |
|                 |                 |         |                        |                                                               |  |  |

| 5 21 april 2014 | Malmö FF                | 2 – 2   | Djurgårdens IF               | Malmö                                                                         |  |  |
| 17:30           | Molins 45′ Eriksson 47′ | Rapport | 15′ Radetinac 71′ Fejzullahu | Arena: Nya Malmö Stadion Publik: 14 315 Domare: Bojan Pandzic (Hisings Backa) |  |  |
|                 |                         |         |                              |                                                                               |  |  |

| 6 28 april 2014 | IFK Norrköping | 1 – 2   | Malmö FF                  | Norrköping                                                       |  |  |
| 19:00           | Kamara 80′     | Rapport | 47′ Eriksson 84′ Forsberg | Arena: Nya Parken Publik: 7234 Domare: Stefan Johannesson (Täby) |  |  |
|                 |                |         |                           |                                                                  |  |  |

| 7 4 maj 2014 | Malmö FF   | 1 – 2   | BK Häcken               | Malmö                                                                        |  |  |
| 15:00        | Halsti 67′ | Rapport | 3′ El Kabir 7′ El Kabir | Arena: Nya Malmö Stadion Publik: 10 626 Domare: Markus Strömbergsson (Gävle) |  |  |
|              |            |         |                         |                                                                              |  |  |

| 8 8 maj 2014 | Helsingborgs IF | 0 – 1   | Malmö FF          | Helsingborg                                                    |  |  |
| 20:00        |                 | Rapport | 18′ (str.) Molins | Arena: Olympia Publik: 10 950 Domare: Jonas Eriksson (Sigtuna) |  |  |
|              |                 |         |                   |                                                                |  |  |

| 9 12 maj 2014 | Malmö FF                               | 3 – 1   | Halmstads BK | Malmö                                                                      |  |  |
| 19:00         | Rosenberg 10′ Cibicki 90′ Molins 90+2′ | Rapport | 90+4′ Magyar | Arena: Nya Malmö Stadion Publik: 11 293 Domare: Mohammed Al-Hakim (Köping) |  |  |
|               |                                        |         |              |                                                                            |  |  |

| 10 22 maj 2014 | Mjällby AIF | 0 – 1   | Malmö FF   | Hällevik                                                              |  |  |
| 19:00          |             | Rapport | 39′ Molins | Arena: Strandvallen Publik: 5511 Domare: Markus Strömbergsson (Gävle) |  |  |
|                |             |         |            |                                                                       |  |  |

| 11 26 maj 2014 | Malmö FF                 | 2 – 2   | AIK                       | Malmö                                                                     |  |  |
| 19:00          | Molins 63′ Cibicki 90+4′ | Rapport | 45′ Markkanen 58′ Quaison | Arena: Nya Malmö Stadion Publik: 17 382 Domare: Stefan Johannesson (Täby) |  |  |
|                |                          |         |                           |                                                                           |  |  |

| 12 1 juni 2014 | IF Elfsborg | 0 – 1   | Malmö FF      | Borås                                                              |  |  |
| 17:30          |             | Rapport | 43′ Rosenberg | Arena: Borås Arena Publik: 11 641 Domare: Martin Hansson (Holmsjö) |  |  |
|                |             |         |               |                                                                    |  |  |

| 13 6 juli 2014 | IF Brommapojkarna | 1 – 1   | Malmö FF      | Stockholm                                                 |  |  |
| 17:30          | Karlström 39′     | Rapport | 15′ Rosenberg | Arena: Grimsta IP Publik: 2037 Domare: Johan Hamlin (Bro) |  |  |
|                |                   |         |               |                                                           |  |  |

| 14 12 juli 2014 | Malmö FF                               | 3 – 0   | Åtvidabergs FF | Malmö                                                                   |  |  |
| 17:30           | Forsberg 14′ Forsberg 28′ Forsberg 48′ | Rapport |                | Arena: Nya Malmö Stadion Publik: 9336 Domare: Stefan Johannesson (Täby) |  |  |
|                 |                                        |         |                |                                                                         |  |  |

| 15 19 juli 2014 | Kalmar FF      | 1 – 1   | Malmö FF         | Kalmar                                                                      |  |  |
| 16:00           | Söderqvist 21′ | Rapport | 11′ Kiese Thelin | Arena: Guldfågeln Arena Publik: 11 911 Domare: Markus Strömbergsson (Gävle) |  |  |
|                 |                |         |                  |                                                                             |  |  |

| 16 26 juli 2014 | Malmö FF                                      | 3 – 1   | Kalmar FF     | Malmö                                                                    |  |  |
| 16:00           | Forsberg 47′ Ramhorn 53′ (sjm.) Rosenberg 63′ | Rapport | 12′ Andersson | Arena: Nya Malmö Stadion Publik: 13 511 Domare: Martin Hansson (Holmsjö) |  |  |
|                 |                                               |         |               |                                                                          |  |  |

| 17 2 augusti 2014 | Falkenbergs FF      | 2 – 5   | Malmö FF                                                        | Falkenberg                                                    |  |  |
| 16:00             | Donyoh 13′ Vall 89′ | Rapport | 24′ Mehmeti 38′ Mehmeti 67′ Rosenberg 73′ Forsberg 83′ Eriksson | Arena: Falkenbergs IP Publik: 5221 Domare: Johan Hamlin (Bro) |  |  |
|                   |                     |         |                                                                 |                                                               |  |  |

| 18 10 augusti 2014 | Malmö FF                   | 2 – 2   | IFK Göteborg         | Malmö                                                                        |  |  |
| 17:30              | Rosenberg 27′ Forsberg 83′ | Rapport | 70′ Vibe 85′ Engvall | Arena: Nya Malmö Stadion Publik: 18 838 Domare: Markus Strömbergsson (Gävle) |  |  |
|                    |                            |         |                      |                                                                              |  |  |

| 19 13 augusti 2014 | Malmö FF                                            | 3 – 2   | Örebro SK             | Malmö                                                                 |  |  |
| 19:00              | Rosenberg 60′ (str.) Kiese Thelin 74′ Rosenberg 89′ | Rapport | 12′ Kamara 19′ Kamara | Arena: Nya Malmö Stadion Publik: 12 264 Domare: Andreas Ekberg (Lund) |  |  |
|                    |                                                     |         |                       |                                                                       |  |  |

| 20 16 augusti 2014 | Gefle IF | 0 – 0   | Malmö FF | Gävle                                                             |  |  |
| 16:00              |          | Rapport |          | Arena: Strömvallen Publik: 4211 Domare: Stefan Johannesson (Täby) |  |  |
|                    |          |         |          |                                                                   |  |  |

| 21 23 augusti 2014 | Malmö FF                                   | 3 – 0   | IFK Norrköping | Malmö                                                                         |  |  |
| 16:00              | Forsberg 65′ Kiese Thelin 67′ Helander 86′ | Rapport |                | Arena: Nya Malmö Stadion Publik: 11 205 Domare: Bojan Pandzic (Hisings Backa) |  |  |
|                    |                                            |         |                |                                                                               |  |  |

| 22 31 augusti 2014 | Djurgårdens IF                 | 2 – 0   | Malmö FF | Stockholm                                                          |  |  |
| 17:30              | Radetinac 10′ S. Andersson 36′ | Rapport |          | Arena: Tele2 Arena Publik: 24 529 Domare: Jonas Eriksson (Sigtuna) |  |  |
|                    |                                |         |          |                                                                    |  |  |

| 23 13 september 2014 | BK Häcken                                            | 3 – 3   | Malmö FF                                   | Göteborg                                                            |  |  |
| 13:00                | Si. Gustafson 5′ Thorvaldsson 18′ Sa. Gustafsson 27′ | Rapport | 11′ Forsberg 53′ Forsberg 55′ Kiese Thelin | Arena: Nya Ullevi Publik: 2862 Domare: Martin Strömbergsson (Gävle) |  |  |
|                      |                                                      |         |                                            |                                                                     |  |  |

| 24 21 september 2014 | Malmö FF      | 1 – 1   | Helsingborgs IF | Malmö                                                                    |  |  |
| 17:30                | Rosenberg 85′ | Rapport | 87′ Dahlberg    | Arena: Nya Malmö Stadion Publik: 20 310 Domare: Jonas Eriksson (Sigtuna) |  |  |
|                      |               |         |                 |                                                                          |  |  |

| 25 24 september 2014 | Halmstads BK | 0 – 1   | Malmö FF    | Halmstad                                                         |  |  |
| 19:00                |              | Rapport | 16′ Cibicki | Arena: Örjans Vall Publik: 5046 Domare: Michael Lerjéus (Skövde) |  |  |
|                      |              |         |             |                                                                  |  |  |

| 26 27 september 2014 | Malmö FF                                             | 4 – 1   | Mjällby AIF   | Malmö                                                                 |  |  |
| 13:00                | Forsberg 45′ Rosenberg 64′ Forsberg 69′ Forsberg 90′ | Rapport | 39′ Blomqvist | Arena: Nya Malmö Stadion Publik: 12 126 Domare: Andreas Ekberg (Lund) |  |  |
|                      |                                                      |         |               |                                                                       |  |  |

| 27 5 oktober 2014                                              | AIK                   | 2 – 3   | Malmö FF                                    | Solna                                                                |  |
| 17:30                                                          | Bahoui 67′ Bahoui 85′ | Rapport | 39′ Kiese Thelin 51′ Eriksson 86′ Rosenberg | Arena: Friends Arena Publik: 23 247 Domare: Jonas Eriksson (Sigtuna) |  |
| Not: SM-guldet säkrades i denna matchen (en poäng hade räckt). |                       |         |                                             |                                                                      |  |

| 28 18 oktober 2014                                                                        | Malmö FF     | 1 – 2   | IF Elfsborg                          | Malmö |  |
| 13:00                                                                                     | Rosenberg 1′ | Rapport | 66′ (str.) J. Larsson 79′ J. Larsson | Arena: Nya Malmö Stadion Publik: 16 122 Domare: 1:a: Stefan Johannesson (Täby) 2:a: Kristoffer Karlsson (Helsingborg) |  |
| Not: Till andra halvlek blev huvuddomaren utbytt pga skada. Ersättare blev fjärdedomaren. |              |         |                                      | |  |

| 29 27 oktober 2014 | Malmö FF                   | 2 – 0   | IF Brommapojkarna | Malmö                                                                    |  |  |
| 19:00              | Forsberg 12′ Rosenberg 77′ | Rapport |                   | Arena: Nya Malmö Stadion Publik: 13 382 Domare: Martin Hansson (Holmsjö) |  |  |
|                    |                            |         |                   |                                                                          |  |  |

| 30 1 november 2014 | Åtvidabergs FF           | 2 – 1   | Malmö FF       | Åtvidaberg                                                             |  |  |
| 13:00              | Santos 42′ Bergström 66′ | Rapport | 30′ Tinnerholm | Arena: Kopparvallen Publik: 4125 Domare: Bojan Pandzic (Hisings Backa) |  |  |
|                    |                          |         |                |                                                                        |  |  |

### Svenska Cupen

#### 2013/2014
Cupen fortsatte från 2013 års säsong.

##### Gruppspel
Poängtabell
| Vinnare                                   |
| ----------------------------------------- |
| Gruppvinnaren avancerar till kvartsfinal. |

| Lag           | SP | V | O | F | GM | IM | MS  | P |
| ------------- | -- | - | - | - | -- | -- | --- | - |
| Malmö FF      | 3  | 3 | 0 | 0 | 13 | 3  | +10 | 9 |
| Hammarby IF   | 3  | 1 | 1 | 1 | 5  | 4  | +1  | 4 |
| Ängelholms FF | 3  | 1 | 1 | 1 | 3  | 3  | 0   | 4 |
| Degerfors IF  | 3  | 0 | 0 | 3 | 2  | 13 | –11 | 0 |

Matcher
| Omg. 3 1 mars 2014 | Malmö FF                                                                    | 7 – 1   | Degerfors IF   | Malmö                                                             |  |  |
| 13:00              | Kroon 3′ Kroon 6′ Molins 39′ Molins 40′ Eriksson 58′ Kroon 67′ Forsberg 88′ | Rapport | 18′ Samuelsson | Arena: Malmö IP Publik: 3241 Domare: Robert Daradic (Helsingborg) |  |  |
|                    |                                                                             |         |                |                                                                   |  |  |

| Omg. 3 8 mars 2014 | Ängelholms FF | 0 – 3   | Malmö FF                        | Malmö                                                                  |  |  |
| 13:00              |               | Rapport | 33′ Molins 42′ Kroon 54′ Molins | Arena: Malmö IP Publik: 2678 Domare: Kristoffer Karlsson (Helsingborg) |  |  |
|                    |               |         |                                 |                                                                        |  |  |

| Omg. 3 15 mars 2014 | Malmö FF                                     | 3 – 2   | Hammarby IF             | Malmö                                                                  |  |  |
| 15:30               | Forsberg 10′ Rosenberg 25′ Molins 50′ (str.) | Rapport | 75′ A. Haddad 90′ Fuhre | Arena: Malmö Stadion Publik: 8276 Domare: Robert Daradic (Helsingborg) |  |  |
|                     |                                              |         |                         |                                                                        |  |  |

##### Utslagsmatcher
| Kvartsfinal 22 mars 2014 | Malmö FF               | 2 – 0   | IF Brommapojkarna | Malmö                                                               |  |  |
| 15:00                    | Helander 59′ Kroon 85′ | Rapport |                   | Arena: Nya Malmö Stadion Publik: 3442 Domare: Andreas Ekberg (Lund) |  |  |
|                          |                        |         |                   |                                                                     |  |  |

| Semifinal 1 maj 2014 | Malmö FF | 0 – 2   | Helsingborgs IF      | Malmö                                                                  |  |  |
| 15:00                |          | Rapport | 27′ Uronen 90′ Accam | Arena: Nya Malmö Stadion Publik: 8540 Domare: Martin Hansson (Holmsjö) |  |  |
|                      |          |         |                      |                                                                        |  |  |

#### 2014/2015

##### Kvalomgång
| Omg 2 15 november 2014 | IS Halmia | 1 – 2 (e.fl) | Malmö FF                      | Halmstad                                                         |  |  |
| 14:00                  | Taube 49′ | Rapport      | 75′ Adu 102′ (str.) Rosenberg | Arena: Örjans Vall Publik: 1618 Domare: Jonas Karlsson (Målilla) |  |  |
|                        |           |              |                               |                                                                  |  |  |

### Svenska Supercupen
| 9 november 2014 | Malmö FF                                                                                      | 2 – 2 (e.fl) (7–6 e.str) | IF Elfsborg                                                                                      | Malmö                                                                        |  |  |
| 18:15           | Kiese Thelin 89′ Forsberg 111′ Straffar: Tinnerholm Forsberg Kroon Cibicki Kiese Thelin Rakip | Rapport                  | 21′ Claesson 120+1′ (str.) Prodell Straffar: Frick Prodell Rohdén Johan Larsson Hedlund Beckmann | Arena: Gamla Malmö Stadion Publik: 1266 Domare: Martin Strömbergsson (Gävle) |  |  |
|                 |                                                                                               |                          |                                                                                                  |                                                                              |  |  |

### Champions League 2014/2015

#### Kvalomgångar

##### Andra kvalomgången
| 1 16 juli 2014 | Malmö FF | 0 – 0   | FK Ventspils | Malmö, Sverige                                                        |  |  |
| 19:00          |          | Rapport |              | Arena: Nya Malmö Stadion Publik: 8831 Domare: Antti Munukka (Finland) |  |  |
|                |          |         |              |                                                                       |  |  |

| 2 23 juli 2014 | FK Ventspils | 0 – 1 (totalt 0 – 1) | Malmö FF         | Ventspils, Lettland                                                                |  |  |
| 18:00 (19:00)  |              | Rapport              | 19′ Kiese Thelin | Arena: Ventspils Olimpiskais Stadions Publik: 3000 Domare: Kristo Tohver (Estland) |  |  |
|                |              |                      |                  |                                                                                    |  |  |

##### Tredje kvalomgången
| 1 29 juli 2014 | Sparta Prag                                | 4 – 2   | Malmö FF                      | Prag, Tjeckien                                                       |  |  |
| 19:30          | Lafata 22′ Lafata 51′ Kováč 53′ Lafata 70′ | Rapport | 17′ Forsberg 27′ Kiese Thelin | Arena: Generali Arena Publik: 12 833 Domare: Halis Özkahya (Turkiet) |  |  |
|                |                                            |         |                               |                                                                      |  |  |

| 2 6 augusti 2014                               | Malmö FF                    | 2 – 0 (totalt (B) 4 – 4) | Sparta Prag | Malmö, Sverige                                                           |  |
| 19:00                                          | Rosenberg 35′ Rosenberg 55′ | Rapport                  |             | Arena: Nya Malmö Stadion Publik: 19 322 Domare: Ruddy Buquet (Frankrike) |  |
| Not: Malmö går vidare på fler gjorda bortamål. |                             |                          |             |                                                                          |  |

##### Playoff
| 1 19 augusti 2014 | FC Salzburg              | 2 – 1   | Malmö FF     | Salzburg, Österrike                                                   |  |  |
| 20:45             | Schiemer 16′ Soriano 54′ | Rapport | 90′ Forsberg | Arena: Red Bull Arena Publik: 29 110 Domare: Nicola Rizzoli (Italien) |  |  |
|                   |                          |         |              |                                                                       |  |  |

| 2 27 augusti 2014 | Malmö FF                                        | 3 – 0 (totalt 4 – 2) | FC Salzburg | Malmö, Sverige                                                            |  |  |
| 20:45             | Rosenberg 11′ (str.) Eriksson 19′ Rosenberg 84′ | Rapport              |             | Arena: Nya Malmö Stadion Publik: 20 361 Domare: Damir Skomina (Slovenien) |  |  |
|                   |                                                 |                      |             |                                                                           |  |  |

#### Gruppspel

##### Tabell
| Färger i grupptabellen                                         |
| -------------------------------------------------------------- |
| Ettan och tvåan avancerar till Champions League åttondelsfinal |
| Tredjeplacerade laget går till Europa League sextondelsfinal   |

| Nr | Lag             | S | V | O | F | GM | IM | MS  | P  |
| -- | --------------- | - | - | - | - | -- | -- | --- | -- |
| 1  | Atlético Madrid | 6 | 4 | 1 | 1 | 14 | 3  | +11 | 13 |
| 2  | Juventus        | 6 | 3 | 1 | 2 | 7  | 4  | +3  | 10 |
| 3  | Olympiakos      | 6 | 3 | 0 | 3 | 10 | 13 | −3  | 9  |
| 4  | Malmö FF        | 6 | 1 | 0 | 5 | 4  | 15 | −11 | 3  |

| Hemma \ Borta   | Spanien | Italien | Sverige | Grekland |
| Atlético Madrid | —       | 1–0     | 5–0     | 4–0      |
| Juventus        | 0–0     | —       | 2–0     | 3–2      |
| Malmö FF        | 0–2     | 0–2     | —       | 2–0      |
| Olympiakos      | 3–2     | 1–0     | 4–2     | —        |

##### Resultat efter omgång
| Omgång   | 1 | 2 | 3 | 4 | 5 | 6 |
| -------- | - | - | - | - | - | - |
| Arena    | B | H | B | H | H | B |
| Resultat | F | V | F | F | F | F |
| Position | 4 | 3 | 4 | 4 | 4 | 4 |

| Förklaring till färgerna i "position" | Förklaring till färgerna i "position" |
| ------------------------------------- | ------------------------------------- |
|                                       | Sextondelsfinal i Champions League    |
|                                       | Europa League (sextondelsfinal)       |

##### Matcher
| 1 16 september 2014 | Juventus            | 2 – 0   | Malmö FF | Turin, Italien                                                          |  |  |
| 20:45               | Tévez 59′ Tévez 90′ | Rapport |          | Arena: Juventus Stadium Publik: 31 218 Domare: Szymon Marciniak (Polen) |  |  |
|                     |                     |         |          |                                                                         |  |  |

| 2 1 oktober 2014 | Malmö FF                    | 2 – 0   | Olympiakos | Malmö, Sverige                                                            |  |  |
| 20:45            | Rosenberg 42′ Rosenberg 82′ | Rapport |            | Arena: Nya Malmö Stadion Publik: 20 500 Domare: Sergei Karasev (Ryssland) |  |  |
|                  |                             |         |            |                                                                           |  |  |

| 3 22 oktober 2014 | Atlético Madrid                                            | 5 – 0   | Malmö FF | Madrid, Spanien                                                              |  |  |
| 20:45             | Koke 48′ Mandžukić 61′ Griezmann 63′ Godín 87′ Cerci 90+3′ | Rapport |          | Arena: Estadio Vicente Calderón Publik: 34 502 Domare: Matej Jug (Slovenien) |  |  |
|                   |                                                            |         |          |                                                                              |  |  |

| 4 4 november 2014 | Malmö FF | 0 – 2   | Atlético Madrid     | Malmö, Sverige                                                             |  |  |
| 20:45             |          | Rapport | 30′ Koke 78′ García | Arena: Nya Malmö Stadion Publik: 20 500 Domare: Mark Clattenburg (England) |  |  |
|                   |          |         |                     |                                                                            |  |  |

| 5 26 november 2014 | Malmö FF | 0 – 2   | Juventus               | Malmö, Sverige                                                           |  |  |
| 20:45              |          | Rapport | Llorente 49′ Tévez 88′ | Arena: Nya Malmö Stadion Publik: 20 500 Domare: Pedro Proença (Portugal) |  |  |
|                    |          |         |                        |                                                                          |  |  |

| 6 9 december 2014 | Olympiakos                                         | 4 – 2 | Malmö FF                | Pireus, Grekland                                                              |  |  |
|                   | Fuster 22′ Domínguez 63′ Mitroglou 87′ Afellay 90′ |       | 59′ Kroon 81′ Rosenberg | Arena: Karaiskakis-stadion Publik: 27 562 Domare: Stéphane Lannoy (Frankrike) |  |  |
|                   |                                                    |       |                         |                                                                               |  |  |

## Övriga matcher

### Träningsmatcher
| TM 1 februari 2014 (USA: 31 Jan) | New England Revolution | 1 – 1   | Malmö FF     | Bradenton, Florida, USA |  |  |
| 01:00 (USA: 19:00)               | Rowe 5′                | Rapport | 36′ Forsberg | Arena: IMG Academy      |  |  |
|                                  |                        |         |              |                         |  |  |

| TM 5 februari 2014                                                                                                 | Columbus Crew | 1 – 0   | Malmö FF | Bradenton, Florida, USA |  |
| 21:30 (USA: 15.30)                                                                                                 | Arrieta 50′   | Rapport |          | Arena: IMG Academy      |  |
| Not: Matchen skulle ha spelats i tre perioder, 3x45 minuter. Men det blev en vanlig träningsmatch på 2x45 minuter. |               |         |          |                         |  |

| TM 18 februari 2014 | Malmö FF | 0 – 0   | FC Nordsjælland | Malmö, Sverige               |  |  |
| 14:00               |          | Rapport |                 | Arena: Malmö IP Publik: 3000 |  |  |
|                     |          |         |                 |                              |  |  |

| TM 24 februari 2014 | Malmö FF                  | 2 – 1   | Mjällby AIF       | Malmö, Sverige               |  |  |
| 15:00               | Forsberg 65′ Forsberg 67′ | Rapport | 81′ (str.) Haynes | Arena: Malmö IP Publik: 1557 |  |  |
|                     |                           |         |                   |                              |  |  |

| TM 18 juni 2014 | FC Höllviken | 0 – 3   | Malmö FF                         | Höllviken, Sverige                |  |  |
| 19:00           |              | Rapport | 19′ Ndiaye 79′ Cibicki 89′ Kroon | Arena: Höllvikens IP Publik: 1266 |  |  |
|                 |              |         |                                  |                                   |  |  |

| TM 27 juni 2014 | Partizan Belgrad                           | 3 – 3   | Malmö FF                                  | Belgrad, Serbien                                                           |  |  |
| 20:45           | Pantic 36′ Stankovic 50′ Ilić 90+2′ (str.) | Rapport | 3′ Rosenberg 6′ Molins 24′ (sjm.) Ostojić | Arena: Partizan Stadium Publik: 3000 Domare: Milenko Vukadinovic (Serbien) |  |  |
|                 |                                            |         |                                           |                                                                            |  |  |

| TM 20 november 2014 | Malmö FF                                         | 4 – 0 | HJK Helsingfors | Malmö, Sverige             |  |  |
| 15:00               | Forsberg 26′ Cibicki 42′ Ricardinho 45′ Fadi 70′ |       |                 | Arena: Gamla Malmö Stadion |  |  |
|                     |                                                  |       |                 |                            |  |  |

## Publiksiffror
Högsta respektive lägsta publiksiffrorna per matchtyp.
| Matchtyp               | Datum                  |                        | Resultat               | Motstånd               | Ort                    | Arena                  | Publik                 | Publik                 |
| Högsta publiksiffrorna | Högsta publiksiffrorna | Högsta publiksiffrorna | Högsta publiksiffrorna | Högsta publiksiffrorna | Högsta publiksiffrorna | Högsta publiksiffrorna | Högsta publiksiffrorna | Högsta publiksiffrorna |
| ---------------------- | ---------------------- | ---------------------- | ---------------------- | ---------------------- | ---------------------- | ---------------------- | ---------------------- | ---------------------- |
| TM                     | 18 feb 2014            | Malmö FF               | 0 – 0                  | FC Nordsjælland        | Malmö                  | Malmö IP               | 3000                   | 3000                   |
| SC                     | 1 maj 2014             | Malmö FF               | 0 – 2                  | Helsingborgs IF        | Malmö                  | Nya Malmö Stadion      | 8540                   | 8540                   |
| AS                     | 21 sep 2014            | Malmö FF               | 1 – 1                  | Helsingborgs IF        | Malmö                  | Nya Malmö Stadion      | 20 310                 | 20 310                 |
| CL                     | 1 okt 2014             | Malmö FF               | 2 – 0                  | Olympiakos             | Malmö                  | Nya Malmö Stadion      | 20 500                 | Totalt 61 500          |
| CL                     | 4 nov 2014             | Malmö FF               | 0 – 2                  | Atlético Madrid        | Malmö                  | Nya Malmö Stadion      | 20 500                 | Totalt 61 500          |
| CL                     | 26 nov 2014            | Malmö FF               | 0 – 2                  | Juventus               | Malmö                  | Nya Malmö Stadion      | 20 500                 | Totalt 61 500          |
| Lägsta publiksiffrorna |                        |                        |                        |                        |                        |                        |                        |                        |
| TM                     | 20 nov 2014            | Malmö FF               | 4 – 0                  | HJK Helsingfors        | Malmö                  | Malmö Stadion          | 1266                   | 1266                   |
| SC                     | 1 mars 2014            | Malmö FF               | 7 – 1                  | Degerfors IF           | Malmö                  | Malmö IP               | 3241                   | 3241                   |
| AS                     | 12 juli 2014           | Malmö FF               | 3 – 0                  | Åtvidabergs FF         | Malmö                  | Nya Malmö Stadion      | 9336                   | 9336                   |
| CL                     | 16 juli 2014           | Malmö FF               | 0 – 0                  | FK Ventspils           | Malmö                  | Nya Malmö Stadion      | 8831                   | 8831                   |

TM = Träningsmatch, SC = Svenska cupen, AS = Allsvenskan, CL = Champions League

## Spelare

### Spelartruppen
| Nr          | Namn               | Födelseår | Kom till klubben | Kom från        | Moderklubb            |           |
| Målvakter   | Målvakter          | Målvakter | Målvakter        | Målvakter       | Målvakter             | Målvakter |
| ----------- | ------------------ | --------- | ---------------- | --------------- | --------------------- | --------- |
| 16          | Sixten Mohlin      | 1996      |                  |                 | Åhus HBK              |           |
| 25          | Robin Olsen        | 1990      | 2012             | IFK Klagshamn   | Malmö FF              |           |
| 27          | Zlatan Azinović    | 1988      | 2014             | Kalmar FF       | Persnäs AIF           |           |
| Försvarare  |                    |           |                  |                 |                       |           |
| 2           | Matias Concha      | 1980      | 2012             | VfL Bochum      | Kulladals FF          |           |
| 3           | Anton Tinnerholm   | 1991      | 2014             | Åtvidabergs FF  | Åtvidabergs FF        |           |
| 4           | Filip Helander     | 1993      | 2007             | Husie IF        | Kvarnby IK            |           |
| 18          | Johan Hammar       | 1994      | 2013             | Everton FC      | Bunkeflo IF           |           |
| 20          | Ricardinho         | 1984      | 2009             | Coritiba FC     | Coritiba FC           |           |
| 21          | Erik Johansson     | 1988      | 2013             | GAIS            | Falkenbergs FF        |           |
| 23          | Jasmin Sudić       | 1990      | 2004             | FC Malmö        | Heleneholms SK        |           |
| 24          | Mahmut Özen        | 1988      | 2014             | Mjällby AIF     | Stafsinge IF          |           |
| Mittfältare |                    |           |                  |                 |                       |           |
| 5           | Erdal Rakip        | 1996      | 2001             | Egen produkt    | Malmö FF              |           |
| 6           | Markus Halsti      | 1984      | 2008             | GAIS            | FC Viikingit          |           |
| 8           | Enoch Kofi Adu     | 1990      | 2014             | Club Brugge     | Liberty Professionals |           |
| 10          | Guillermo Molins   | 1988      | 2013             | RSC Anderlecht  | Kävlinge GIF          |           |
| 11          | Simon Thern        | 1992      | 2012             | Helsingborgs IF | IFK Värnamo           |           |
| 14          | Simon Kroon        | 1993      | 2005             | Limhamns IF     | Limhamns IF           |           |
| 17          | Petar Petrović     | 1995      |                  |                 | Arlövs BI             |           |
| 22          | Amin Nazari        | 1993      |                  | Egen produkt    | Malmö FF              |           |
| 33          | Emil Forsberg      | 1991      | 2013             | GIF Sundsvall   | GIF Sundsvall         |           |
| Anfallare   |                    |           |                  |                 |                       |           |
| 7           | Magnus Eriksson    | 1990      | 2013             | KAA Gent        | AIK                   |           |
| 9           | Markus Rosenberg   | 1982      | 2014             | West Bromwich   | Malmö FF              |           |
| 15          | Paweł Cibicki      | 1994      | 2006             | Nydala IF       | Nydala IF             |           |
| 24          | Isaac Kiese Thelin | 1992      | 2014             | IFK Norrköping  | Karlslunds IF         |           |
| 26          | Agon Mehmeti       | 1989      | 2014             | Palermo         | IFK Malmö             |           |

#### Tillgängliga ungdomsspelare
| Nr          | Namn                | Födelseår  | Kom till klubben | Kom från       | Moderklubb     |            |
| Försvarare  | Försvarare          | Försvarare | Försvarare       | Försvarare     | Försvarare     | Försvarare |
| ----------- | ------------------- | ---------- | ---------------- | -------------- | -------------- | ---------- |
| 32          | Pa Konate           | 1994       | 2012             | Egen produkt   | Malmö FF       |            |
| 34          | Alexander Blomqvist | 1994       | 2006             | IFK Simrishamn | IFK Simrishamn |            |
| Mittfältare |                     |            |                  |                |                |            |
| 35          | Piotr Johansson     | 1995       | 2010             | Skurups AIF    | Skurups AIF    |            |
| Anfallare   |                     |            |                  |                |                |            |

### Spelarstatistik
| Nummer                                    | Position | Namn                | Allsvenskan 2014 | Allsvenskan 2014 | Svenska Cupen 2013/2014 Svenska Cupen 2014/2015 Svenska Supercupen 2014 | Svenska Cupen 2013/2014 Svenska Cupen 2014/2015 Svenska Supercupen 2014 | Champions League 2014/2015 | Champions League 2014/2015 | Totalt  | Totalt |
| Nummer                                    | Position | Namn                | Matcher          | Mål              | Matcher                                                                 | Mål                                                                     | Matcher                    | Mål                        | Matcher | Mål    |
| ----------------------------------------- | -------- | ------------------- | ---------------- | ---------------- | ----------------------------------------------------------------------- | ----------------------------------------------------------------------- | -------------------------- | -------------------------- | ------- | ------ |
| 2                                         | FS       | Matias Concha       | 8                | 0                | 2                                                                       | 0                                                                       | 3                          | 0                          | 13      | 0      |
| 3                                         | FS       | Anton Tinnerholm    | 14               | 1                | 2                                                                       | 0                                                                       | 10                         | 0                          | 26      | 1      |
| 4                                         | FS       | Filip Helander      | 28               | 1                | 5                                                                       | 1                                                                       | 10                         | 0                          | 43      | 2      |
| 5                                         | MF       | Erdal Rakip         | 15               | 0                | 4                                                                       | 0                                                                       | 4                          | 0                          | 23      | 0      |
| 6                                         | MF       | Markus Halsti       | 26               | 1                | 5                                                                       | 0                                                                       | 12                         | 0                          | 43      | 0      |
| 7                                         | AF       | Magnus Eriksson     | 30               | 5                | 6                                                                       | 1                                                                       | 11                         | 1                          | 47      | 7      |
| 8                                         | MF       | Enoch Kofi Adu      | 15               | 0                | 1                                                                       | 1                                                                       | 10                         | 0                          | 26      | 1      |
| 9                                         | AF       | Markus Rosenberg    | 28               | 15               | 4                                                                       | 2                                                                       | 12                         | 7                          | 44      | 24     |
| 10                                        | MF       | Guillermo Molins    | 11               | 8                | 4                                                                       | 5                                                                       | 0                          | 0                          | 15      | 13     |
| 11                                        | MF       | Simon Thern         | 14               | 2                | 7                                                                       | 0                                                                       | 3                          | 0                          | 24      | 2      |
| 14                                        | MF       | Simon Kroon         | 19               | 0                | 5                                                                       | 5                                                                       | 9                          | 1                          | 33      | 6      |
| 15                                        | MF       | Paweł Cibicki       | 21               | 3                | 4                                                                       | 0                                                                       | 7                          | 0                          | 32      | 3      |
| 16                                        | MV       | Sixten Mohlin       | 0                | 0                | 0                                                                       | 0                                                                       | 0                          | 0                          | 0       | 0      |
| 18                                        | FS       | Johan Hammar        | 7                | 0                | 2                                                                       | 0                                                                       | 3                          | 0                          | 12      | 0      |
| 20                                        | FS       | Ricardinho          | 23               | 0                | 6                                                                       | 0                                                                       | 10                         | 0                          | 39      | 0      |
| 21                                        | FS       | Erik Johansson      | 25               | 0                | 5                                                                       | 0                                                                       | 10                         | 0                          | 40      | 0      |
| 22                                        | MF       | Amin Nazari         | 10               | 0                | 1                                                                       | 0                                                                       | 3                          | 0                          | 14      | 0      |
| 24                                        | AF       | Isaac Kiese Thelin  | 14               | 5                | 1                                                                       | 1                                                                       | 12                         | 2                          | 27      | 8      |
| 25                                        | MV       | Robin Olsen         | 29               | 0                | 4                                                                       | 0                                                                       | 12                         | 0                          | 45      | 0      |
| 26                                        | AF       | Agon Mehmeti        | 10               | 2                | 1                                                                       | 0                                                                       | 4                          | 0                          | 15      | 2      |
| 27                                        | MV       | Zlatan Azinović     | 2                | 0                | 3                                                                       | 0                                                                       | 0                          | 0                          | 5       | 0      |
| 32                                        | FS       | Pa Konate           | 11               | 0                | 2                                                                       | 0                                                                       | 4                          | 0                          | 17      | 0      |
| 33                                        | MF       | Emil Forsberg       | 29               | 14               | 6                                                                       | 3                                                                       | 12                         | 2                          | 47      | 19     |
| 34                                        | FS       | Alexander Blomqvist | 0                | 0                | 0                                                                       | 0                                                                       | 0                          | 0                          | 0       | 0      |
| 35                                        | MF       | Piotr Johansson     | 2                | 0                | 0                                                                       | 0                                                                       | 1                          | 0                          | 3       | 0      |
| 37                                        | FS       | Franz Brorsson      | 0                | 0                | 1                                                                       | 0                                                                       | 0                          | 0                          | 1       | 0      |
| 38                                        | AF       | Deniz Hümmet        | 0                | 0                | 1                                                                       | 0                                                                       | 0                          | 0                          | 1       | 0      |
| Spelare som lämnat klubben under säsongen |          |                     |                  |                  |                                                                         |                                                                         |                            |                            |         |        |
| 3                                         | FS       | Miiko Albornoz      | 9                | 0                | 5                                                                       | 0                                                                       | 0                          | 0                          | 14      | 0      |
| 5                                         | FS       | Pontus Jansson      | 9                | 1                | 5                                                                       | 0                                                                       | 0                          | 0                          | 14      | 1      |
| 17                                        | MF       | Petar Petrović      | 0                | 0                | 1                                                                       | 0                                                                       | 0                          | 0                          | 1       | 0      |
| 23                                        | FS       | Jasmin Sudić        | 0                | 0                | 0                                                                       | 0                                                                       | 0                          | 0                          | 0       | 0      |
| 24                                        | FS       | Mahmut Özen         | 1                | 0                | 2                                                                       | 0                                                                       | 0                          | 0                          | 3       | 0      |

### Spelare in/ut

#### In
| N  | P  | Namn               | Ålder | Flyttar från        | Typ              | Transferfönster | Slutar  | Övergångs-pris | Källa                |
| -- | -- | ------------------ | ----- | ------------------- | ---------------- | --------------- | ------- | -------------- | -------------------- |
| 29 | FS | Tobias Malm        | 21    | Landskrona BoIS     | Återvändande lån | Vinter          | 2014    | –              | mff.se               |
| 23 | FS | Jasmin Sudić       | 23    | Mjällby AIF         | Återvändande lån | Vinter          | 2014    | –              | mff.se               |
| 22 | MF | Amin Nazari        | 20    | Assyriska FF        | Återvändande lån | Vinter          | 2015    | –              | mff.se               |
| 28 | AF | Alexander Nilsson  | 21    | Landskrona BoIS     | Återvändande lån | Vinter          | 2014    | –              | mff.se               |
| 26 | AF | Petter Thelin      | 18    | IF Limhamn Bunkeflo | Återvändande lån | Vinter          | 2015    | –              | mff.se               |
| 24 | FS | Mahmut Özen        | 25    | Mjällby AIF         | Bosman           | Vinter          | 2017    | Gratis         | mff.se               |
| 27 | MV | Zlatan Azinović    | 25    | Kalmar FF           | Bosman           | Vinter          | 2015    | Gratis         | fotbolltransfers.com |
| 9  | AF | Markus Rosenberg   | 31    | West Bromwich       | Bosman           | Vinter          | 2016    | Gratis         | twitter.com          |
| 35 | MF | Piotr Johansson    | 19    | Ungdomssystemet     | Befordrad        | Sommar          | Hemligt | –              | mff.se               |
| 32 | FS | Pa Konate          | 20    | Östers IF           | Återvändande lån | Sommar          | 2017    | –              | sydsvenskan.se       |
| 24 | AF | Isaac Kiese Thelin | 22    | IFK Norrköping      | Överföring       | Sommar          | 2017    | (~1.0MN SEK)   | mff.se               |
| 3  | FS | Anton Tinnerholm   | 23    | Åtvidabergs FF      | Överföring       | Sommar          | 2017    | (~1.3MN SEK)   | mff.se               |
| 26 | AF | Agon Mehmeti       | 24    | Palermo             | Överföring       | Sommar          | 2017    | Gratis         | mff.se               |
| 8  | MF | Enoch Kofi Adu     | 23    | Club Brugge         | Överföring       | Sommar          | 2017    | (~5.0MN SEK)   | mff.se               |

#### Ut
| N  | P  | Namn              | Ålder | Flyttar till        | Typ                | Transferfönster | Övergångs-pris | Källa                |
| -- | -- | ----------------- | ----- | ------------------- | ------------------ | --------------- | -------------- | -------------------- |
| 10 | MF | Jiloan Hamad      | 23    | 1899 Hoffenheim     | Slut på kontraktet | Vinter          | Gratis         | mff.se               |
| 17 | MF | Ivo Pękalski      | 23    | BK Häcken           | Slut på kontraktet | Vinter          | Gratis         | mff.se               |
| 27 | MV | Johan Dahlin      | 27    | Gençlerbirliği      | Överföring         | Vinter          | (~5.0MN SEK)   | mff.se               |
| 9  | AF | Dardan Rexhepi    | 22    | IF Brommapojkarna   | Överföring         | Vinter          | (~0.4MN SEK)   | mff.se               |
| 8  | MF | Erik Friberg      | 27    | Bologna             | Överföring         | Vinter          | (~5.0MN SEK)   | mff.se               |
| 28 | AF | Alexander Nilsson | 21    | Trelleborgs FF      | Lån                | Vinter          | –              | mff.se               |
| 32 | FS | Pa Konate         | 19    | Östers IF           | Lån                | Vinter          | –              | mff.se               |
| 19 | AF | Benjamin Fadi     | 18    | IFK Värnamo         | Lån                | Vinter          | –              | mff.se               |
| 26 | AF | Petter Thelin     | 19    | Skellefteå FF       | Lån                | Vinter          | –              | mff.se               |
| 29 | FS | Tobias Malm       | 22    | Östersunds FK       | Lån                | Vinter          | –              | mff.se               |
| 24 | FS | Mahmut Özen       | 25    | Kayseri Erciyesspor | Lån                | Sommar          | –              | mff.se               |
| 5  | FS | Pontus Jansson    | 23    | Torino              | Överföring         | Sommar          | (~4.5MN SEK)   | mff.se               |
| 3  | FS | Miiko Albornoz    | 23    | Hannover 96         | Överföring         | Sommar          | (~15.0MN SEK)  | mff.se               |
| 23 | FS | Jasmin Sudić      | 23    | Mjällby AIF         | Överföring         | Sommar          | Hemlig         | mff.se               |
| 17 | MF | Petar Petrović    | 18    | Radnički Niš        | Lån                | Sommar          | –              | fotbolltransfers.com |